# Glenurus heteropteryx
Glenurus heteropteryx är en insektsart som beskrevs av Gerstaecker 1885. Glenurus heteropteryx ingår i släktet Glenurus och familjen myrlejonsländor. Inga underarter finns listade i Catalogue of Life.